# 古地磁学

磁條是地球磁場反轉和海底擴張的結果。 新的洋殼在形成時被磁化，然後向兩個方向遠離洋脊。 這些模型顯示了一條山脊 (a) 大約 500 萬年前，(b) 大約 200 萬年前，(c) 現在。

古地磁學（或稱古磁學），作为地磁学的一个分支，是研究史前地質、地磁場變化與強度的一門科學。專門研究古地磁學的地球物理學家稱為古地磁學家。
該門学科研究的目的，主要在于得知地球形成時殘留於岩層的磁場訊息，再配合其他資料來進行統計方法分析，可用來從事多種地球科學领域的研究。
岩石中留存的磁性，這些岩石包含磁鐵礦和赤鐵礦等含鐵礦石。在岩石形成過程中，或由於岩漿沉積作用、結晶作用，或化學反應致使礦物顆粒中內部磁場被地球磁場磁化而造成岩石的磁性。測量岩石中「化石磁」的方向，就可能測定岩石形成時的古緯度和當時地極的位置。
古地磁学家为大陆漂移学说提供了强有力的科学论证，并将其升级为板块构造理论。

## 外部連結
- Geomagnetism & Paleomagnetism background material（页面存档备份，存于）
- Paleomagnetic Data from NGDC / WDC Boulder （页面存档备份，存于）
- The Great Magnet, The Earth （页面存档备份，存于）